# Triathlon aux Jeux paralympiques d'été de 2020
Navigation
Rio 2016 Paris 2024
Les épreuves de triathlon aux Jeux paralympiques d'été de 2020 à Tokyo qui devaient initialement avoir lieu entre le 29 et le 30 août 2020 à la base nautique d'Odaiba, sur la même infrastructure que l'épreuve des Jeux olympiques, ont été reportées à 2021. C'est la deuxième apparition du paratriathlon aux Jeux paralympiques.

## Format et site
Les règles sont établies aussi bien pour assurer la sécurité des athlètes qui peuvent avoir des handicaps de toute sorte, que pour garantir l'équité des compétitions. Les épreuves de paratriathlon se déroulent sur la distance sprint de 750 mètres de natation, 20 km de cyclisme et 5 km de course à pied.

## Classification et qualification
Les athlètes reçoivent une classification en fonction du type et de l'ampleur de leur handicap.
Les catégories, féminine ou masculins, sont les suivantes :
- PTWC : paratriathlète utilisant un vélo couché et un fauteuil roulant sur les segments de courses avec deux sous classe :
- PTS2 : paratriathlète présentant des déficiences physique graves utilisant une prothèses homologué ou autres appareils de soutien en vélo et course à pied.
- PTS4 : paratriathlète présentant des déficiences modérées. Dans les deux segments, vélo et course, l’athlète peut utiliser des prothèses ou autres dispositifs de soutien
- PTS5 : paratriathlète  présentant des déficiences légères. Dans les deux segments, vélo et course, l'athlète peut utiliser des prothèses approuvées ou autres dispositifs de soutien
- PTVI :  Déficience visuelle totale ou partielle. Un guide est obligatoire sur toute la course, le segment de vélo est effectué en tandem

## Résultats

### Hommes
|                                        | PTWC               | Temps           | PTS4                       | Temps          | PTS5                | Temps           | PTVI                                                        | Temps          |
| -------------------------------------- | ------------------ | --------------- | -------------------------- | -------------- | ------------------- | --------------- | ----------------------------------------------------------- | -------------- |
| Médaille d'or, Jeux paralympiques      | Jetze Plat         | 57 min 51 s     | Alexis Hanquinquant        | 59 min 58 s    | Martin Schulz       | 58 min 10 s     | Brad Snyder guide : Greg Billington                         | 1 h 1 min 16 s |
| Médaille d'argent, Jeux paralympiques  | Florian Brungraber | 59 min 55 s     | Hideki Uda                 | 1 h 3 min 45 s | George Peasgood     | 58 min 55 s     | Héctor Catalá Laparra guide : Gustavo Rodríguez Iglesias    | 1 h 2 min 11 s |
| Médaille de bronze, Jeux paralympiques | Giovanni Achenza   | 1 h 02 min 05 s | Alejandro Sánchez Palomero | 1 h 4 min 24 s | Stefan Daniel       | 59 min 22 s     | Satoru Yoneoka guide : Kohei Tsubaki                        | 1 h 2 min 20 s |
| 4e                                     | Geert Schipper     | 1 h 03 min 01 s | Wang Jiachao               | 1 h 4 min 54 s | Chris Hammer        | 59 min 28 s     | Thibaut Rigaudeau guide : Cyril Viennot                     | 1 h 2 min 48 s |
| 5e                                     | Ahmed Andaloussi   | 1 h 04 min 45 s | Antonio Franko             | 1 h 5 min 49 s | Ronan Cordeiro      | 1 h 01 min 22 s | Kyle Coon guide : Andy Potts                                | 1 h 3 min 0 s  |
| 6e                                     | Jumpei Kimura      | 1 h 04 min 50 s | Eric McElvenny             | 1 h 6 min 28 s | Carlos Rafael Viana | 1 h 02 min 26 s | Antoine Perel guide : Olivier Lyoen                         | 1 h 3 min 49 s |
| 7e                                     | Nic Beveridge      | 1 h 04 min 50 s | Jorge Luis Fonseca         | 1 h 7 min 57 s | David Bryant        | 1 h 02 min 30 s | José Luis García Serrano guide : Pedro Jose Andujar Bastida | 1 h 3 min 55 s |
| 8e                                     | Fathi Zwoukhi      | 1 h 05 min 44 s | Michael Taylor             | 1 h 8 min 11 s | Jairo Ruiz López    | 1 h 02 min 48 s | Anatolii Varfolomieiev guide : Kostiantyn Viechkanov        | 1 h 8 min 24 s |

### Femmes
|                                     | PTWC                  | Temps           | PTS2                  | Temps           | PTS5             | Temps           | PTVI                                     | Temps           |
| ----------------------------------- | --------------------- | --------------- | --------------------- | --------------- | ---------------- | --------------- | ---------------------------------------- | --------------- |
| Médaille d'or, Jeux olympiques      | Kendall Gretsch       | 1 h 06 min 25 s | Allysa Seely          | 1 h 14 min 3 s  | Lauren Steadman  | 1 h 04 min 46 s | Susana Rodríguez guide : Sara Loehr      | 1 h 7 min 15 s  |
| Médaille d'argent, Jeux olympiques  | Lauren Parker         | 1 h 06 min 26 s | Hailey Danz           | 1 h 14 min 58 s | Grace Norman     | 1 h 05 min 27 s | Anna Barbaro guide : Charlotte Bonin     | 1 h 11 min 11 s |
| Médaille de bronze, Jeux olympiques | Eva María Moral       | 1 h 14 min 59 s | Veronica Yoko Plebani | 1 h 14 min 58 s | Claire Cashmore  | 1 h 07 min 36 s | Annouck Curzillat guide : Céline Bousrez | 1 h 11 min 45 s |
| 4e                                  | Jessica Ferreira      | 1 h 16 min 23 s | Fran Brown            | 1 h 19 min 42 s | Kamylle Frenette | 1 h 10 min 09 s | Alison Peasgood guide : Nikki Bartlett   | 1 h 11 min 47 s |
| 5e                                  | Brenda Osnaya Álvarez | 1 h 16 min 32 s | Melissa Stockwell     | 1 h 21 min 25 s | Alisa Kolpakchy  | 1 h 13 min 29 s | Jessica Tuomela guide : Marianne Hogan   | 1 h 12 min 53 s |
| 6e                                  | Mona Francis          | 1 h 16 min 49 s | Yukako Hata           | 1 h 28 min 4 s  | Gwladys Lemoussu | 1 h 14 min 35 s | Katie Kelly guide : Briarna Silk         | 1 h 13 min 1 s  |
| 7e                                  | Margret Ijdema        | 1 h 16 min 55 s | Rakel Mateo Uriarte   | 1 h 30 min 37 s | Kelly Elmlinger  | 1 h 17 min 28 s | Melissa Reid guide : Hazel Macleod       | 1 h 14 min 24 s |
| 8e                                  | Rita Cuccuru          | 1 h 19 min 06 s | Veronika Gabitova     | 1 h 39 min 40 s | Anna Bychkova    | 1 h 19 min 18 s | Elizabeth Baker guide : Jillian Elliott  | 1 h 14 min 45 s |

### Tableau des médailles
| Rang  | Nation          | Or | Argent | Bronze | Total |
| ----- | --------------- | -- | ------ | ------ | ----- |
| 1     | États-Unis      | 3  | 2      | 0      | 5     |
| 2     | Espagne         | 1  | 1      | 2      | 4     |
| 3     | Grande-Bretagne | 1  | 1      | 1      | 3     |
| 4     | France          | 1  | 0      | 1      | 2     |
| 5     | Allemagne       | 1  | 0      | 0      | 1     |
| 5     | Pays-Bas        | 1  | 0      | 0      | 1     |
| 7     | Italie          | 0  | 1      | 2      | 3     |
| 8     | Japon           | 0  | 1      | 1      | 2     |
| 9     | Australie       | 0  | 1      | 0      | 1     |
| 9     | Autriche        | 0  | 1      | 0      | 1     |
| 11    | Canada          | 0  | 0      | 1      | 1     |
| Total | Total           | 8  | 8      | 8      | 24    |